# Цешинський замок
Цешинський замок (пол. Zamek w Cieszynie, нім. Burg Teschen) — готично-ренесансний замок, колишня резиденція Цешинських П'ястів, що розташовувався на так званій Замковій горі у місті Цешин Сілезького воєводства в Польщі. Сильно пошкоджений під час Тридцятилітньої війни, замок розібрали у середині ХІХ століття. Єдиними елементами замку, які збереглися до наших днів є Вежа П'ястів та Ротонда святого Миколая. 

## Історія

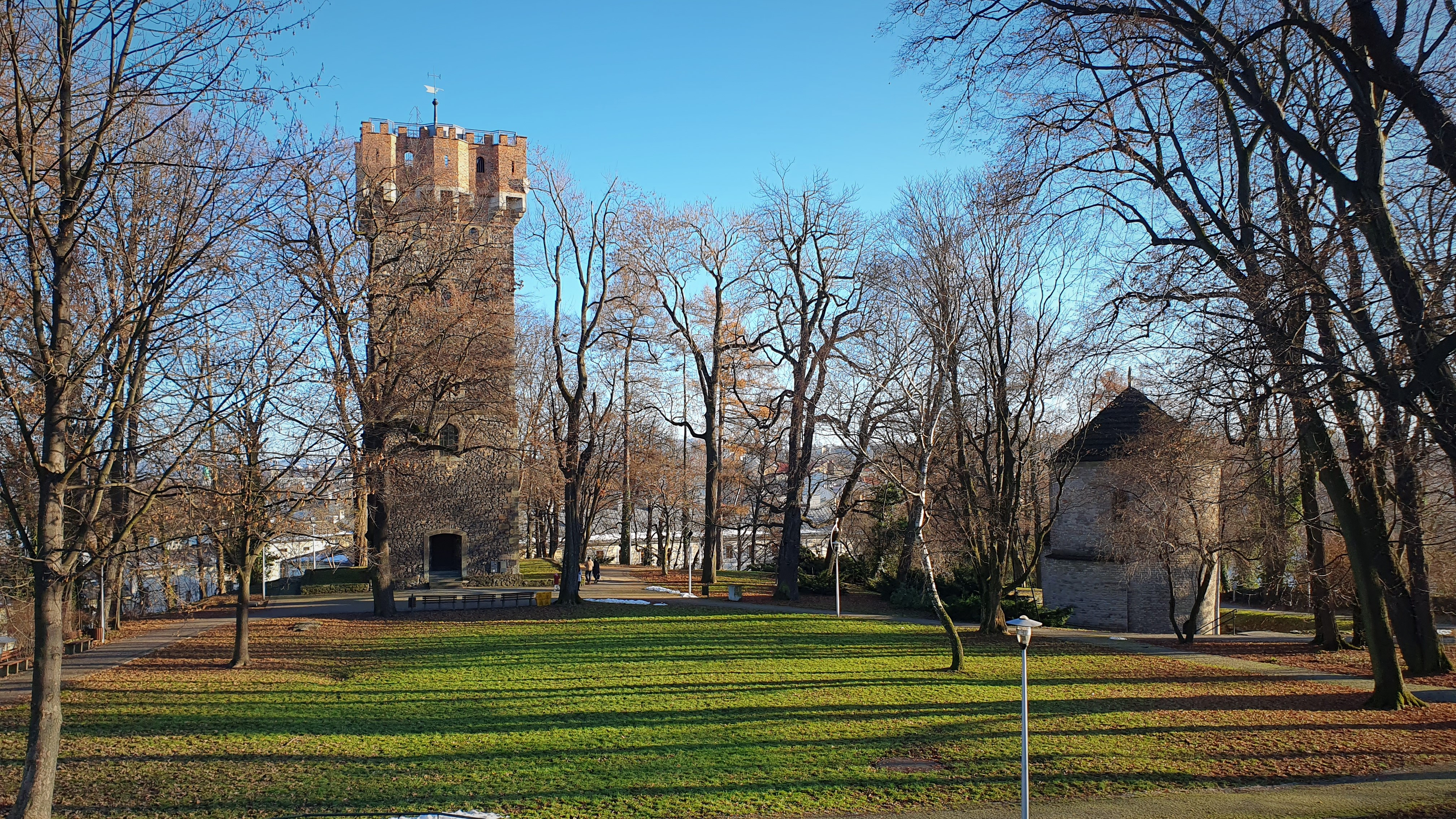
Замок в сучасності

На межі IX та X століть на Замковій горі вперше було засновано слов'янське городище з дерев’яно-земляними укріпленнями. Перша згадка про нього датується 1155 роком. Невдовзі замок став садибою каштелянів. Після створення нового Цешинського князівства, на Замковій горі, під наглядом першого князя Мєшка, ймовірно почалася інтенсивна розбудова. Його син та онук Казимир I та Пшемислав I Ношак продовжили побудову готичної резиденції. У 1412 році у замку гостював польський король Владислава Ягайло, а у 1454 році тут зупинялася свита нареченої Казимира Ягеллончика — Єлизавета Габсбург, що налічувала дві тисячі польських та чеських лицарів. Після численних пожеж у XV—XVI століттях замок швидко відновлювали та відбудовували відповідно до пануючих на той час архітектурних течій. Кінець епохи процвітання замку наступив внаслідок подій Тридцятилітньої війни. У 1646 році замок захопили шведські війська, що окупували місто, а його тодішня мешканка, княгиня Елжбета Лукреція, втекла до Польського Королівства. У 1647 році замок відбили імперські війська, однак після повернення княгині Елжбети Лукреції він був непридатним для проживання. Князівською резиденцією, аж до смерті княжни у 1653 році, слугували кам'яниці на Ринковій площі в Цешині. Наступним власником замку стали Габсбурги, які розмістили тут адміністрацію Цешинської палати. У 1659 році вони почали розбирати зруйновані замкові споруди, збудувавши на їх місці нові господарські будівлі та пивоварню. Остаточно замок було розібрано (окрім вежі П'ястів та ротонди) у середині ХІХ століття. На його місці було закладено парк. 

## Архітектура
Готичний замок був поділений на верхню та нижню частини. Нижній замок був триповерховим (з підземеллям), мав вежі з гарматами, підсобні приміщення, арсенал та конюшні. Верхній замок складався з житлових будинків з репрезентаційними княжими палатами. Старіша ротонда, що слугувала замковою каплицею, містилася у подвір'ї, яке було оточене потрійним муром з вежами. Окрім каплиці, у подвор'ї знаходилася також вежа, яка збереглася донині. Вежа була місцем  останнього притулку в разі нападу ворогів, а також виконувала житлові, в'язничні та сторожові функції. 